# SH2101V
FOMA SH2101V（フォーマ - ）は、シャープによって開発された、NTTドコモの第三世代携帯電話 (FOMA) 端末である。

## 概要
当端末はシャープ初のFOMA端末であり、それと同時にFOMA初のPDA一体型端末として登場した。
M1000発売までの間長らく、FOMAシリーズ唯一のPDA一体型でスマートブックの端末であった。
QWERTY配列のキーボードを採用し、OSにはザウルスをベースとしたものを搭載、感圧式のタッチパネルをタッチペンで操作し、表計算やメモ編集ができるなど、現在のスマートフォンに近い機能を有していた。
通話は付属のBluetooth接続によるペン型ハンドセットで受話器のように行なう事も、端末本体でハンズフリーで行うことも可能。通話の他にも音楽再生のリモコン操作や受信メールの確認、発着信も可能となっている。
本体のカメラを見ながら、TV電話をすることも可能である。通信機能としてはiモードのほかに、mopera等の通常のISPに接続しWeb画面の閲覧やPOP、IMAPメールの送受信も可能である。
このほかに本体にはUVコーティングが施されており、塗装の剥がれや傷を防ぐ配慮がなされている。
発売当時は本機に競合する端末がなかったため、実売価格が10万円を越える高額機になっていた。
これは現在のスマートフォン（ハイエンドモデル）の価格に匹敵する。
シャープからは後に、EM・ONE等のスマートフォンやWILLCOM D4等、本機を上回るスペックの製品が発売されている。
また、ドコモ・FOMAに限れば実に7年半越しとなる2009年2月にQWERTY配列キーボードにテレビ電話・iモード・フルブラウザ・iコンシェル・HSDPAを初めとするFOMAの最新機能を盛り込ませたSH-04Aが発売された。

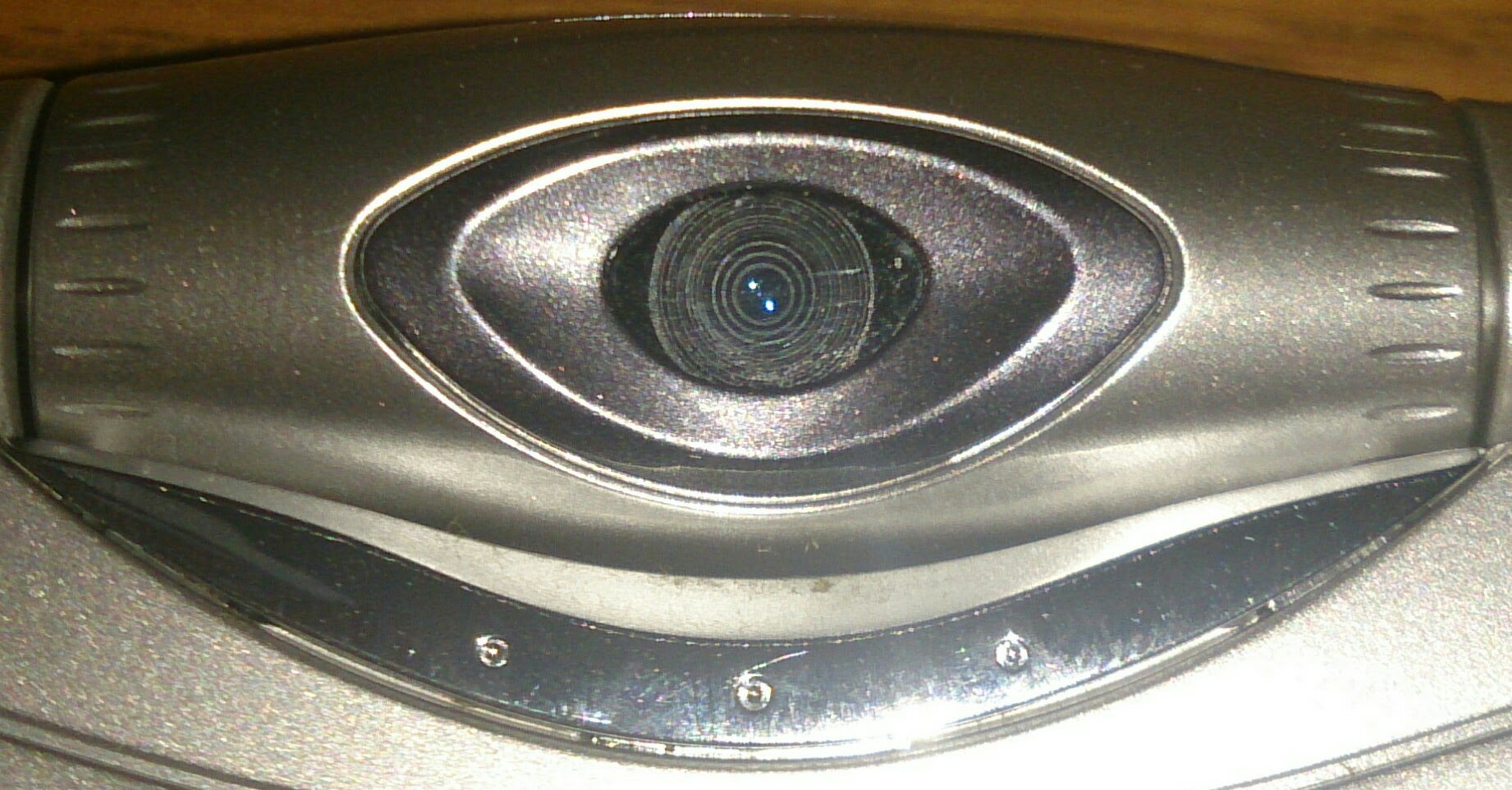
カメラ部分

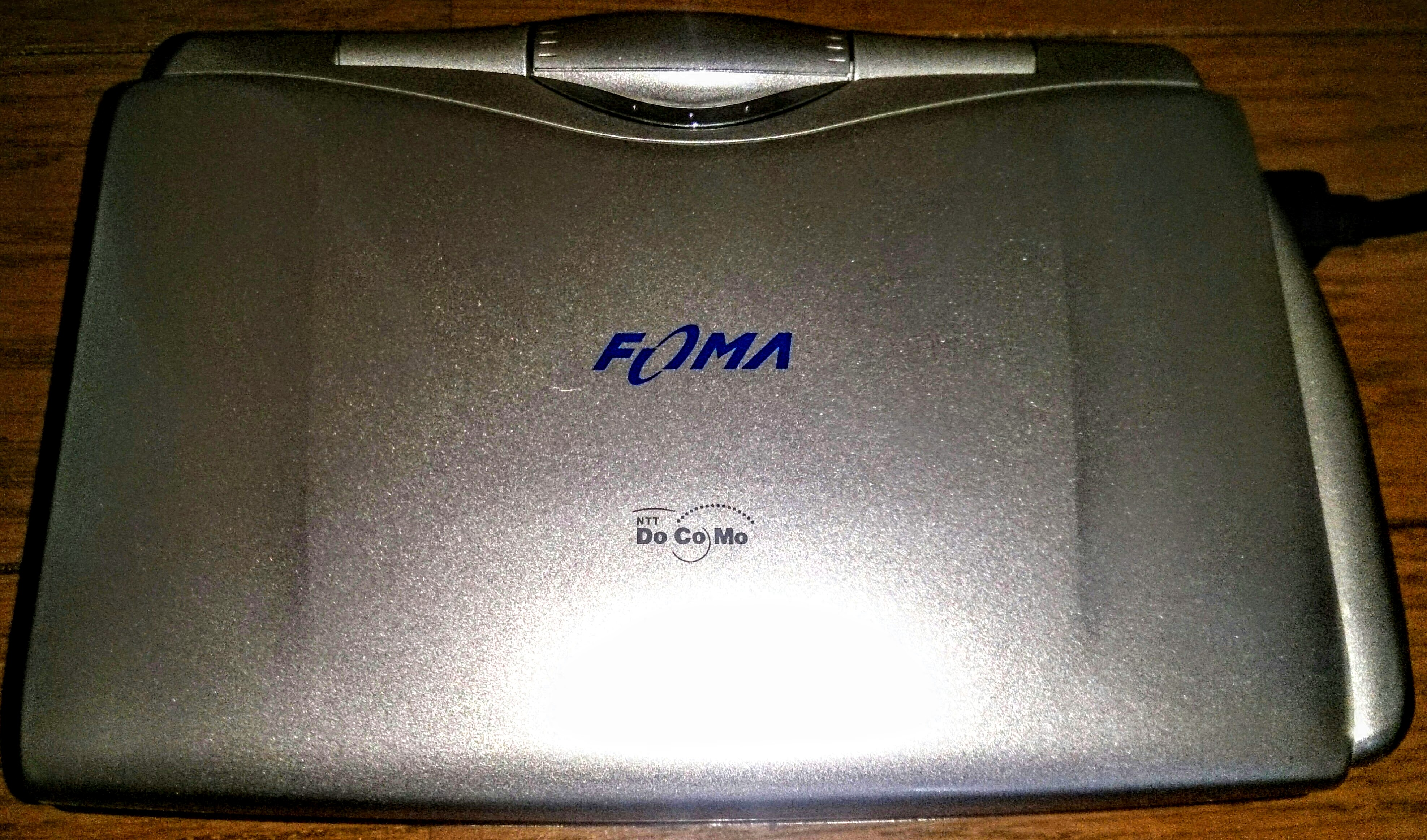
カバーを閉じた様子

## グッドデザイン賞の受賞
当端末は2003年度グッドデザイン賞を受賞している。
受賞理由としては、Bluetooth子機を有していることに次世代感があることが挙げられている。

## 歴史
- 2001年11月26日 - 電気通信端末機器審査協会 (JATE)通過
- 2001年12月3日 - 技術基準適合証明 (TELEC) 通過
- 2001年12月5日 - Bluetooth認証
- 2002年7月9日 - 開発が発表。
- 2002年7月16日 - 発売開始。
- 2010年3月31日 - 電池パックの在庫がなくなったことに伴い、提供終了。

## 不具合
NTTドコモおよびシャープより不具合は発表されていない。 